# Římskokatolická farnost Židlochovice
Římskokatolická farnost Židlochovice je územní společenství římských katolíků s farním kostelem Povýšení svatého Kříže v děkanství šlapanickém. Do farnosti patří kromě Židlochovic také Hrušovany u Brna, Unkovice a Vojkovice.

## Historie farnosti
Původní gotický kostel v Židlochovicích je poprvé připomínán v roce 1350. Po husitských válkách byl v roce 1446 znovu vysvěcen. Opraven a upraven do barokního stylu byl na konci 17. století, k dalším opravám došlo po roce 1760, kdy s částí města vyhořel. Jeho vnitřní zařízení bylo demontováno mezi lety 1816 a 1840 (kdy byl využíván už především novější kostel Povýšení svatého Kříže.

## Duchovní správci
Farářem je od 1. prosince 2011 P. Mgr. Paweł Cebula. Působí zde také kaplan P. Mgr. Bohumil Urbánek. Pawla Cebulu vystřídal od 1. srpna 2025 R. D. ICLic. Mgr. Jan Nekuda.

## Bohoslužby
| Kostel                         | Místo            | Bohoslužba (den)   | Hodina                            | Poznámka        |
| ------------------------------ | ---------------- | ------------------ | --------------------------------- | --------------- |
| kostel Povýšení svatého Kříže  | Židlochovice     | neděle úterý pátek | 9.00 a 18.00 17.00 8.00           | farní kostel    |
| kostel Panny Marie Královny    | Hrušovany u Brna | sobota středa      | 18.00                             | filiální kostel |
| kostel Nanebevzetí Panny Marie | Unkovice         | neděle pátek       | 10.30 (jedenkrát za 14 dnů) 17.00 | filiální kostel |
| kostel svatého Vavřince        | Vojkovice        | neděle čtvrtek     | 10.30 (jedenkrát za 14 dnů) 17.00 | filiální kostel |

## Primice
Z farnosti (konkrétně z Unkovic) pochází R. D. Stanislav Mahovský, který byl vysvěcen 23. června 2007.

## Aktivity ve farnosti
Na 22. února připadá Den vzájemných modliteb farností za bohoslovce a bohoslovců za farnosti brněnské diecéze. Adorační den se koná nejbližší neděli po 4. říjnu.
Ve farnosti se pravidelně pořádá tříkrálová sbírka. V roce 2015 se při ní vybralo v Židlochovicích 76 754 korun. Farnost patřila v roce 2018 mezi iniciátory ekumenického kříže na Výhoně.
Farnost se účastní projektu Noc kostelů. V roce 2019 při Noci kostelů byla v Židlochovicích mj. zpřístupněna věž kostela, během večera hrála farní kapela. Navštívit bylo možné také kostel v Hrušovanech.